# Day County
Day County är ett administrativt område i delstaten South Dakota, USA. År 2010 hade countyt 5 710 invånare. Den administrativa huvudorten (county seat) är Webster.

## Geografi
Enligt United States Census Bureau har countyt en total area på 2 826 km². 2 664 km² av den arean är land och 162 km² är vatten.

### Angränsande countyn
- Marshall County, South Dakota - nord
- Roberts County, South Dakota - öst
- Grant County, South Dakota - sydost
- Codington County, South Dakota - sydost
- Clark County, South Dakota - syd
- Spink County, South Dakota - sydväst
- Brown County, South Dakota - väst

### Orter
- Bristol
- Waubay
- Webster (huvudort)